# Bildstock (Arzell)

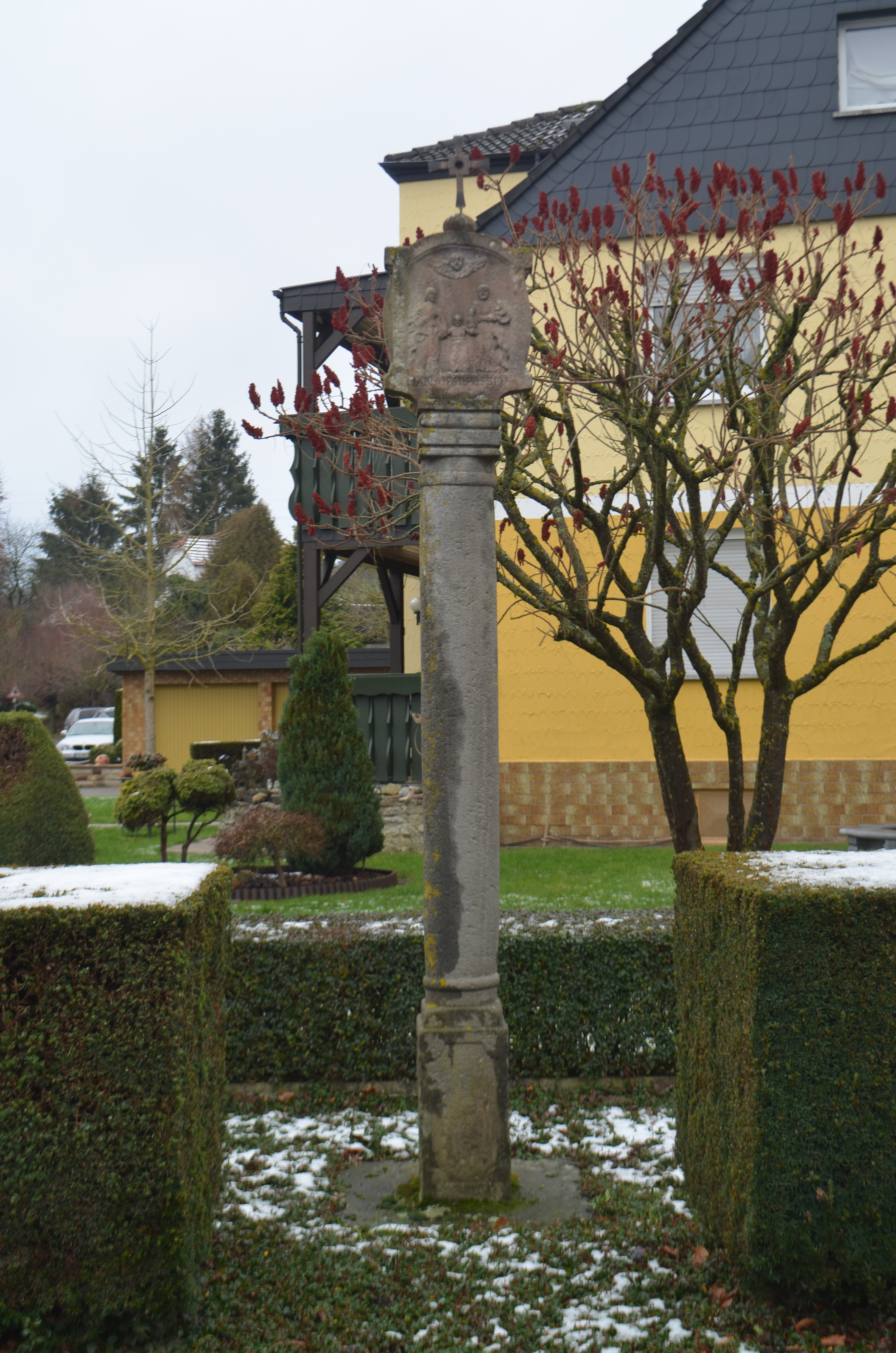
Bildstock in Arzell

Der Bildstock in Arzell, einem Ortsteil der Gemeinde Eiterfeld im osthessischen Landkreis Fulda, wurde 1839 errichtet. Der Bildstock an der Straßenecke Am Küppel und An der Schlierbach ist ein geschütztes Kulturdenkmal.
Über einem schlanken Postament mit Zierfeldern erhebt sich eine glatte Säule, die unten einen Wulstring aufweist und durch ein profiliertes Würfelkapitell abgeschlossen wird. Der Aufsatz ist als ein seitlich geschweiftes Hochoval mit flachem Segmentbogen gestaltet.

Auf der Vorderseite ist ein Relief der Heiligen Familie mit darüber schwebender Heiliggeisttaube zu sehen. Auf der Rückseite ist folgende Inschrift angebracht: 

„Zu Ehren Jesus Maria Joseph hat diesen Bildstock errichtet J. Joseph Maier zu Arzell 1839.“